# Nguyễn Đức Minh (thiếu tướng anh hùng)
Nguyễn Đức Minh (sinh năm 1931) là Thiếu tướng Công an nhân dân đã nghỉ hưu, nhà hoạt động cách mạng, Anh hùng lực lượng vũ trang nhân dân, nguyên Phó tổng Cục trưởng Tổng cục Chính trị Công an nhân dân, nguyên Viện trưởng Viện Khoa học và Chiến lược Bộ Công an Việt Nam. Ông là cựu tù nhân duy nhất tại nhà tù Hỏa Lò trong thời kháng chiến chống Pháp tiếp quản chính nhà tù này vào ngày 10 tháng 10 năm 1954 sau chiến thắng Điện Biên Phủ.

## Tiểu sử
Nguyễn Đức Minh quê quán tại thị trấn Bần yên nhân, huyện Mỹ Hào (nay là Thị xã Mỹ Hào) tỉnh Hưng Yên.
Nguyễn Đức Minh sinh năm 1931 tại phố Lò Đúc, Hà Nội.
Ông là học sinh khóa 1 Trường Bưởi (nay là Chu Văn An).

### Thời kỳChiến tranh Đông Dương
Tháng 3 năm 1946, Nguyễn Đức Minh học lớp Tiểu đội trưởng Thiếu niên Tiền phong thành Hoàng Diệu với thầy Phạm Hồng Cư (Phạm Hồng Cư sau này là Trung tướng Quân đội nhân dân Việt Nam, nguyên Phó Chủ nhiệm Tổng cục chính trị Quân đội nhân dân Việt Nam).
Từ năm 1948 đến năm 1958, Nguyễn Đức Minh làm trinh sát trong lực lượng Công an Hà Nội.
Một trong những nhiệm vụ của ông trong thời gian này là theo dõi Cao ủy Pháp ở Đông Dương Emile Bollaert.
Đêm ngày 19 tháng 5 năm 1948, ông cùng đồng đội treo cờ Tổ quốc tại chợ Đồng Xuân và tháp Rùa Hoàn Kiếm.
Theo Nguyễn Đức Minh thì hai lá cờ này là những lá cờ đầu tiên được treo trong lòng địch từ sau khi Trung đoàn Thủ Đô rút quân.
Sau đó, nhóm treo cờ bị Pháp lùng bắt do danh sách bị lộ khi gửi báo cáo lên cấp trên. Nguyễn Đức Minh là người cuối cùng bị bắt giam. Ông bị bắt vào ban đêm khi đang ngủ tại Đền Lừ, (huyện Thanh Trì, Hà Nội ngày nay). Ông bị tra tấn và bị giam giữ cùng với hơn 30 người khác trong một hầm đá rộng 10 m2 trong nhiều ngày trước khi bị chuyển tới giam tại nhà tù Hỏa Lò.
Tháng 11 năm 1948, Nguyễn Đức Minh bị bắt đi làm lao dịch đào đá làm đường tại Trai Khe Tù, huyện Tiên Yên, tỉnh Quảng Ninh.
Ông tìm cách trốn thoát nhưng bị bắt, trói vào cột và bị đánh, không cho ăn ba ngày ba đêm.
Trong quá trình này, một cai tù người Pháp đã giúp đỡ ông, lén cho ăn uống.
Sau đó, ông tiếp tục vượt ngục lần thứ hai và đã thành công.
Năm 1953, ông làm việc tại Phòng Bảo vệ Chính trị Công an Hà Nội.
Sau chiến thắng Điện Biên Phủ, ông được giao tiếp quản nhà tù Hỏa Lò vào ngày 10 tháng 10 năm 1954. Ông là tù nhân Hỏa Lò duy nhất trong số những người được giao nhiệm vụ tiếp quản nhà tù này.
Khi công tác tại Cục Bảo vệ chính trị Công an Hà Nội giai đoạn 1959-1964, ông có viết bài cho chuyên mục "Trinh sát kể chuyện" trên Báo Công an nhân dân.

### Thời kỳChiến tranh Đông Dương lần thứ hai
Năm 1964, khi đang công tác tại Cục Chính trị, ông viết đơn tình nguyện vào nam tham gia chống Mỹ.
Từ năm 1965, ông có mặt tại Chiến trường khu 6 và phụ trách Tiểu ban Điệp báo An ninh khu 6.
Khoảng giữa năm 1969, ông làm Trưởng tiểu ban điệp báo An ninh khu 6.
Năm 1971, ông nằm vùng tại xã Bình Thạnh, huyện Tuy Phong, tỉnh Bình Thuận.
Tháng 2 năm 1972, ông được giao làm Ủy viên Ban An ninh khu 6, sau đó tham gia Đoàn đại biểu Quân sự Chính phủ Cách mạng Lâm thời Cộng hòa Miền Nam Việt Nam.
Năm 1974, ông được Bộ Nội vụ Việt Nam điều động trở lại chiến trường làm công tác điệp báo.
Sau ngày Việt Nam thống nhất năm 1975, ông lãnh đạo chỉ huy ở vùng Tây Nguyên Việt Nam.
Tháng 8 năm 1990, ông được Thủ tướng Chính phủ Việt Nam phong quân hàm Thiếu tướng Công an nhân dân Việt Nam.
Ông hiện cư trú ở một khu tập thể tại quận Thanh Xuân, Hà Nội.